# Gaujacq
Gaujacq – miejscowość i gmina we Francji, w regionie Nowa Akwitania, w departamencie Landes.
Według danych na rok 1990 gminę zamieszkiwało 446 osób, a gęstość zaludnienia wynosiła 28 osób/km² (wśród 2290 gmin Akwitanii Gaujacq plasuje się na 753. miejscu pod względem liczby ludności, natomiast pod względem powierzchni na miejscu 706.).